# Andre Johnson (giocatore di football americano 1973)
Andre T. Johnson (Southampton, 25 agosto 1973) è un ex giocatore di football americano statunitense che ha militato nel ruolo di offensive tackle nella National Football League (NFL).

## Biografia
Dopo avere giocato al college a football a Penn State, Johnson fu scelto come 30º assoluto nel Draft NFL 1996 dai Washington Redskins per sostituire un ormai anziano Jim Lachey. Tuttavia Johnson disputò solamente tre gare in carriera, tutte nel 1998 quando faceva parte dei Detroit Lions, ed è considerato una delle peggiori scelte del draft di tutti i tempi.

## Statistiche
| Partite             | 3 |
| Partite da titolare | 0 |